# Saison 1 d'Insecure
Chronologie
Saison 2
Cet article présente le guide des épisodes de la première saison de la série télévisée américaine Insecure.

## Généralités
- Aux États-Unis, la saison a été diffusée du 9 octobre 2016 au 27 novembre 2016 sur HBO.
- Au Canada, la saison a été diffusée en simultanée sur HBO Canada[1].
- En France, elle a été diffusée en version multilingue du 10 octobre 2016 au 27 novembre 2016 sur OCS City[2].

## Distribution

### Acteurs principaux
- Issa Rae (VF : Fily Keita) : Issa
- Jay Ellis (VF : Jean-Louis Tilburg) : Lawrence
- Yvonne Orji (VF : Annie Milon) : Molly
- Lisa Joyce (VF : Olivia Luccioni) : Frieda

### Acteurs récurrents
- Neil Brown Jr. : Chad
- Wade Allain-Marcus (VF : Olivier Korol) : Derek DuBois
- Catherine Curtin (VF : Nathalie Homs) : Joanne
- Ivan Shaw (VF : Stéphane Fourreau) : Justin
- Veronica Mannion (VF : Dorothée Pousséo) : Kitty
- Y'lan Noel (VF : Jhos Lee Khan) : Daniel King
- Mason McCulley (VF : Laurent Morteau) : Ken

## Épisodes

### Épisode 1:P*** d'insécure!
- États-Unis /  Canada : 9 octobre 2016 sur HBO[3] / HBO Canada
- France : 10 octobre 2016 sur OCS City[4]
- Québec 4 janvier 2017 sur Super Écran[5]
- Belgique : 11 mai 2017[6] sur Be Séries

- États-Unis : 371 000 téléspectateurs[7] (première diffusion)

L'épisode s'ouvre sur Issa Dee, jeune femme noire, qui présente l'association de soutien aux jeunes de couleur "We got y'all", à une classe. Les élèves se moquent d'elle et remettent en question son apparence, ses choix professionnels et amoureux.
Issa est en couple depuis cinq ans avec son petit ami Lawrence. Mais celui-ci au chômage, déprimé, n'a rien prévu pour son anniversaire. Issa envie le succès professionnel de sa meilleure amie Molly, mais celle-ci n'arrive pas à avoir de relation durable. 

### Épisode 2:P*** de B***! (Putain de Bordel!)
- États-Unis /  Canada : 16 octobre 2016 sur HBO / HBO Canada
- France : 17 octobre 2016 sur OCS City
- Québec 11 janvier 2017 sur Super Écran
- Belgique : 11 mai 2017 sur Be Séries

- États-Unis : 458 000 téléspectateurs[8] (première diffusion)

### Épisode 3:P*** de raciste!
- États-Unis /  Canada : 23 octobre 2016 sur HBO / HBO Canada
- France : 24 octobre 2016 sur OCS City
- Québec 18 janvier 2017 sur Super Écran
- Belgique : 11 mai 2017 sur Be Séries

- États-Unis : 469 000 téléspectateurs[9] (première diffusion)

### Épisode 4:P*** d'envie!
- États-Unis /  Canada : 30 octobre 2016 sur HBO / HBO Canada
- France : 31 octobre 2016 sur OCS City
- Québec 25 janvier 2017 sur Super Écran
- Belgique : 18 mai 2017 sur Be Séries

- États-Unis : 348 000 téléspectateurs[10] (première diffusion)

### Épisode 5:P*** de louche!
- États-Unis /  Canada : 6 novembre 2016 sur HBO / HBO Canada
- France : 7 novembre 2016 sur OCS City
- Québec 1er février 2017 sur Super Écran
- Belgique : 18 mai 2017 sur Be Séries

- États-Unis : 329 000 téléspectateurs[11] (première diffusion)

### Épisode 6:P*** de coupable!
- États-Unis /  Canada : 13 novembre 2016 sur HBO / HBO Canada
- France : 17 novembre 2016 sur OCS City
- Québec 8 février 2017 sur Super Écran
- Belgique : 18 mai 2017 sur Be Séries

- États-Unis : 388 000 téléspectateurs[11] (première diffusion)

### Épisode 7:P*** de réalité!
- États-Unis /  Canada : 20 novembre 2016 sur HBO / HBO Canada
- France : 21 novembre 2016 sur OCS City
- Québec 15 février 2017 sur Super Écran
- Belgique : 25 mai 2017 sur Be Séries

- États-Unis : 382 000 téléspectateurs[12] (première diffusion)

### Épisode 8:P***, c'est plié!
- États-Unis /  Canada : 27 novembre 2016 sur HBO[13] / HBO Canada
- France : 28 novembre 2016 sur OCS City[14]
- Québec 22 février 2017 sur Super Écran
- Belgique : 25 mai 2017 sur Be Séries

- États-Unis : 565 000 téléspectateurs[15] (première diffusion)